# Lower South
Der Ausdruck Lower South (engl. für „Unterer Süden“) bezeichnet den südlichen bzw. südöstlichen Teil der Südstaaten der Vereinigten Staaten.
Der Begriff, der heute vor allem in der Geschichtswissenschaft Anwendung findet, wird uneinheitlich definiert. So wird er teils weit gefasst und mit dem „Tiefen Süden“ (engl. Deep South: South Carolina, Georgia, Florida, Alabama, Mississippi, Louisiana und Texas) gänzlich gleichgesetzt.
Eng gefasst wird der Begriff z. B. von dem amerikanischen Historiker Ira Berlin, der nur das Gebiet der späteren Bundesstaaten South Carolina, Georgia und Florida als Lower South bezeichnet.